# 昆玉線
昆玉線（こんぎょくせん、中文表記: 昆玉铁路、英文表記: Kunming-Yuxi Railway）は中華人民共和国雲南省昆明市晋寧区の昆陽駅と玉渓市の玉渓南駅を結ぶ
全長88km、設計時速200kmの鉄道路線である。昆玉河線を構成する路線の一部である。

## 歴史
- 1989年12月18日　着工。
- 1993年12月　開通。

## 連絡路線
玉渓南駅：玉蒙線